# Pawel Michailowitsch Kuschnir
Pawel Michailowitsch Kuschnir (russisch Павел Михайлович Кушнир; * 19. September 1984 in Tambow; † 27. Juli 2024 in Birobidschan) war ein russischer Pianist und politischer Aktivist. Er ist der erste politische Gefangene in der Geschichte der Russischen Föderation, der während eines Hungerstreiks starb.

## Biografie
Kuschnir wurde im in Tambow in Zentralrussland geboren, wo sein Vater Michail als Pianist und Lehrer, und seine Mutter als Musikschullehrerin tätig waren.
Im Jahr 2002 schloss er sein Studium am Staatlichen Pädagogischen S.-W.-Rachmaninow-Musikinstitut Tambow ab und arbeitete dort als Begleitmusiker. Er trat in das Moskauer P.-I.-Tschaikowski-Konservatorium in der Klasse des Lehrers und Pianisten Wiktor Merschanow ein, eines Volkskünstlers der UdSSR. Kommilitonen äußerten später, dass er schon damals das Image eines Dissidenten gepflegt habe. Auf die Frage, welche Komposition er nie spielen wolle, antwortete er in einem Interview 2005: „die russische Nationalhymne“. Im Jahr 2007 schloss er sein Studium am Konservatorium ab.
Sieben Jahre lang arbeitete er als Solist bei der Kursker Philharmonie, anschließend drei Jahre bei der Philharmonie in Kurgan. Im Jahr 2023 wurde Kuschnir Solo-Pianist der Philharmonie Birobidschan. Seine Interpretationen klassischer Kompositionen werden als eigenwillig, gleichwohl auf höchstem Niveau beschrieben. Bekannt wurde auch seine Fähigkeit, den gesamten Zyklus des russischen Komponisten Dmitri Schostakowitsch in einem Zug zu spielen, wobei dieser aus 24 Präludien und Fugen besteht.

## Politische Positionierung
Auf Youtube führte Kuschnir seit November 2022 den Kanal Ausländischer Agent Malder (Inoagent Malder), wo er nach Beginn der russischen Großinvasion in die Ukraine vier Video-Monologe publizierte, auf denen er sich und andere Gegner des Putin-Regimes, teilweise in poetischer Ausdrucksweise anklagte, den russischen Faschismus und die sogenannte militärische Sonderoperation nicht verhindert zu haben, und fügte hinzu: „Wir begreifen, dass wir in dieser Hölle zugrunde gehen werden, also sterben wir wenigstens wie Christenmenschen.“ Die Besucherzahl seines Kanals wird mit einigen Dutzend angegeben. In einem Interview mit lokalen Medien im Januar 2023 sagte er über seinen Werdegang: „Die Kunst ist sehr eng mit den Werten verbunden, die ich mir selbst gewählt habe und denen ich mein Leben widmen möchte.“ Gegen Kuschnir wurde im Mai 2024 Anklage erhoben und ein Strafverfahren wegen öffentlicher Aufrufe zu terroristischen Aktivitäten eröffnet. 
Bereits im Frühjahr 2023 war er in einen ersten, 20 Tage dauernden Hungerstreik getreten. Nach seiner Verhaftung im Mai 2024 begann er einen erneuten Hungerstreik und verweigerte schließlich auch die Aufnahme von Flüssigkeiten. Er starb am 27. Juli 2024 im Alter von 39 Jahren in der Untersuchungshaftanstalt in Birobidschan an den Folgen eines fünftägigen trockenen Hungerstreiks. Sein Hungerstreik war in Oppositionellenkreisen weitgehend unbekannt geblieben, so dass niemand auf ihn einwirkte, diesen zu beenden. Sein Tod wurde am 2. August 2024 durch die Menschenrechtsaktivistin Olga Romanowa und die Pianistin Olga Shkrygunova auf einer Online-Plattform bekanntgegeben.

## Posthume Ehrungen
Nach Bekanntwerden seines Todes verneigten sich zahlreiche namhafte Musiker in einem offenen Brief, der in der Frankfurter Allgemeinen in deutscher Übersetzung abgedruckt wurde, vor dem Mut und der Menschlichkeit des zuvor unbekannten Pianisten.

„Wir sind ebenfalls Musiker. Auch wenn es schwerfällt zu schreiben, zu denken, zu existieren, da wir einem so allumfassenden Bösen ausgesetzt sind, müssen wir Stellung beziehen. Nichts wird Pawel Kuschnir zurückbringen. Wir schreiben hier, um an ihn zu erinnern, und wir schreiben wegen der zahllosen unbekannten politischen Gefangenen in Russland wie überall in der Welt. Die größte Tragik in Pawels Leben besteht vermutlich darin, dass wir erst jetzt begreifen, was für ein bemerkenswerter Künstler, Schriftsteller und Denker er war. Wir kannten ihn einfach nicht. Das muss uns daran erinnern, dass der perverse ‚Auswahlprozess‘ der Strafverfolgungsbehörden dazu führt, dass die wunderbarsten und furchtlosesten Menschen ins Gefängnis geworfen werden, oft die besten Menschen einer kranken Nation. Sie haben sogar weniger Chancen, von einem Gefangenenaustausch zu profitieren, als die Personen, die wir aus den Medien kennen – aber wir dürfen sie nicht vergessen.
In dem höllischen Kaleidoskop von heute, inmitten von Fake News, falscher Moral und falschen Werten, sind wir fast taub geworden. Wenn wir dann plötzlich einen fernen, schönen Ton hören, der seiner Bescheidenheit zum Trotz das allgegenwärtige höllische Tosen und Klirren übertönt, verneigen wir uns vor jenen Helden und Visionären, die sich in ihrer verzweifelten Einsamkeit für die Menschheit aufopfern und den höchsten Preis zahlen.“

## Publikation
- Pawel Kuschnir, Русская нарезка (Original russisch), Roman, 10 Tage nach seinem Tode veröffentlicht bei ISIA Media, Leipzig 2024, ISBN 978-3-689-59907-2.[10]